# Presidenza di Calvin Coolidge
La Presidenza di Calvin Coolidge ebbe inizio il 2 agosto del 1923 con la cerimonia di giuramento e relativo insediamento del presidente degli Stati Uniti d'America, per terminare il 4 marzo del 1929. Assunse il potere a seguito della morte di Warren G. Harding, che il 2 agosto del 1923 divenne il 30º Presidente degli Stati Uniti d'America. Alle elezioni presidenziali negli Stati Uniti d'America del 1924 venne riconfermato alla carica.

## Gabinetto degli Stati Uniti d'America
| Dipartimento | Incarico                       | Ritratto                  | Nome                    | Mandato | Mandato |
| Dipartimento | Incarico                       | Ritratto                  | Nome                    | Inizio  | Fine    |
| ------------ | ------------------------------ | ------------------------- | ----------------------- | ------- | ------- |
|              | Presidente                     |                           | John Calvin Coolidge    | 1923    | 1929    |
|              | Vicepresidente                 |                           | vacante                 | 1923    | 1925    |
|              | Vicepresidente                 | Charles Gates Dawes       | 1925                    | 1929    |         |
|              | Segretario di Stato            |                           | Charles Evans Hughes    | 1923    | 1925    |
|              | Segretario di Stato            | Frank Kellogg             | 1925                    | 1929    |         |
|              | Segretario al Tesoro           |                           | Andrew Mellon           | 1923    | 1929    |
|              | Segretario della guerra        |                           | John Wingate Weeks      | 1923    | 1925    |
|              | Segretario della guerra        | Dwight Filley Davis       | 1925                    | 1929    |         |
|              | Procuratore generale           |                           | Harry Micajah Daugherty | 1923    | 1924    |
|              | Procuratore generale           | Harlan Fiske Stone        | 1924                    | 1925    |         |
|              | Procuratore generale           | John Garibaldi Sargent    | 1925                    | 1929    |         |
|              | Direttore generale delle poste |                           | Harry Stewart New       | 1923    | 1929    |
|              | Segretario alla marina         |                           | Edwin Denby             | 1923    | 1924    |
|              | Segretario alla marina         | Curtis Dwight Wilbur      | 1924                    | 1929    |         |
|              | Segretario degli interni       |                           | Hubert Work             | 1923    | 1928    |
|              | Segretario degli interni       | Roy Owen West             | 1928                    | 1929    |         |
|              | Segretario dell'agricoltura    |                           | Henry Cantwell Wallace  | 1923    | 1924    |
|              | Segretario dell'agricoltura    | Howard Mason Gore         | 1924                    | 1925    |         |
|              | Segretario dell'agricoltura    | William Marion Jardine    | 1925                    | 1929    |         |
|              | Segretario al commercio        |                           | Herbert Hoover          | 1923    | 1928    |
|              | Segretario al commercio        | William Fairfield Whiting | 1928                    | 1929    |         |
|              | Segretario del lavoro          |                           | James John Davis        | 1923    | 1929    |